# 吹砂短臂鰨
吹砂短臂鰨為輻鰭魚綱鰈形目鰨亞目鰨科的其中一種，為熱帶海水魚，分布於東大西洋區，從葡萄牙至塞內加爾，包括地中海西部海域，棲息深度可達250公尺，體長可達40公分，棲息在沙泥底質大陸棚底層水域，以底棲生物為食，生活習性不明。

## 扩展阅读
維基物種上的相關：吹砂短臂鰨